# Антоніо Рінкон

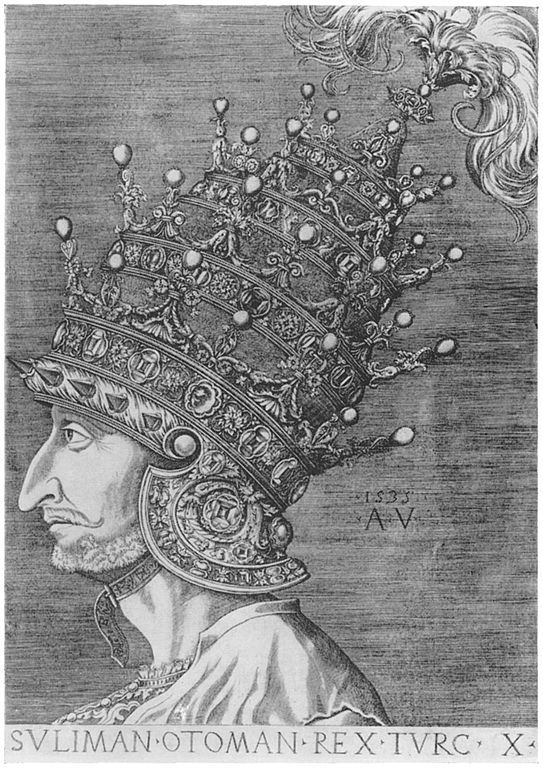
В 1532 році французький посланник презентував османському султану Сулейману І тіару або шолом, виготовлений у Венеції за 115,000 дукатів.

Антоніо Рінкон (ісп. Antonio Rincón, помер 3/4 липня 1541), також Антуан де Рінкон (фр. Antoine de Rincon) — дипломат іспанського походження на службі у Франції :271. Був посланцем короля Франції до султана Османської імперії Сулеймана I, виконував різні місії до Константинополя між 1530 і 1541 роками. Не дивлячись на те, що він був ефективним дипломатом, противники Рінкона вважали його ренегатом, і деякі пізніші спостерігачі критикували його за використання макіавеллівських принципів в політиці. З порушенням стандартів дипломатичного імунітету був вбитий проімперськими силами у Риволі в Італії під час чергової поїздки до Константинополя.

## Біографія

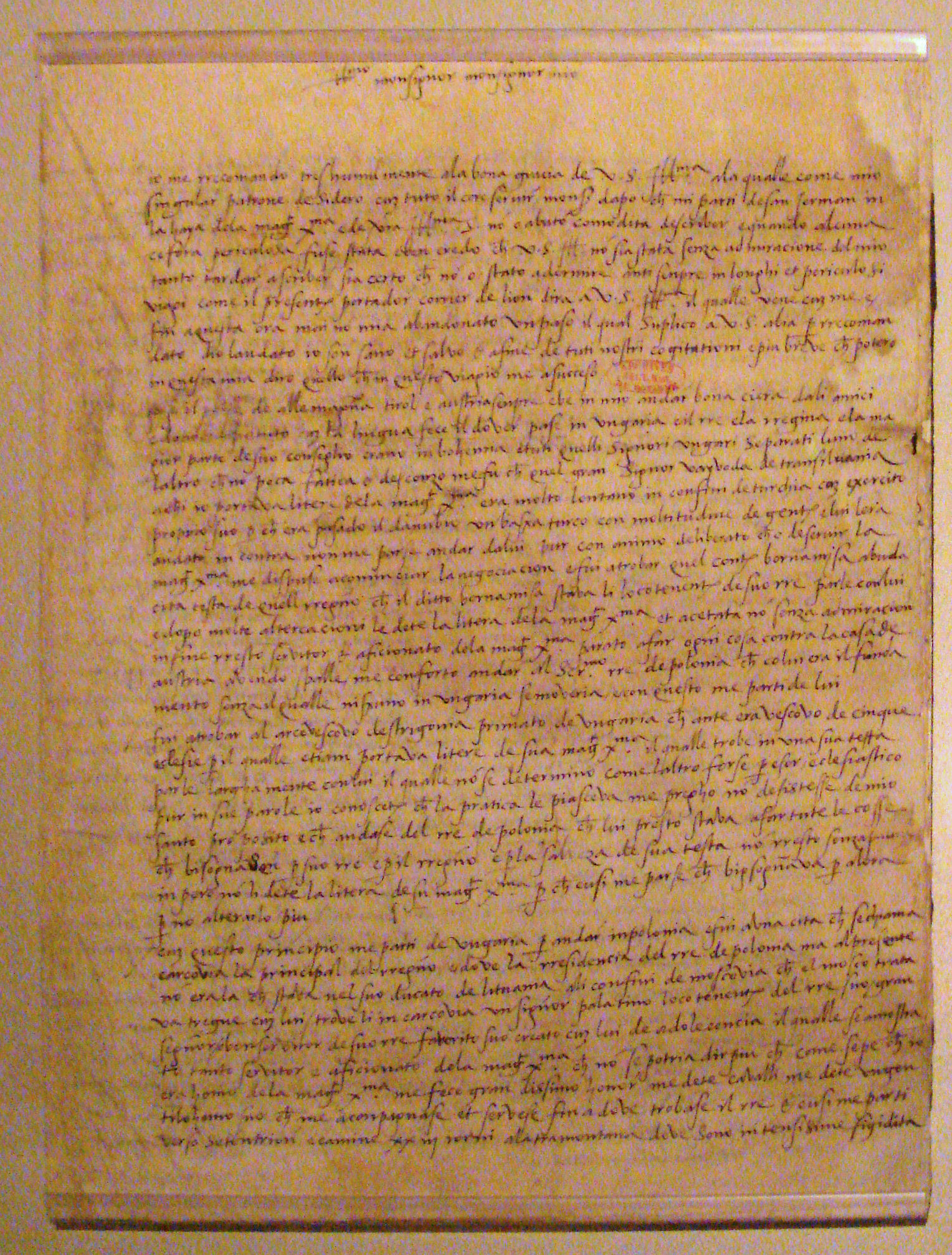
Лист Антоніо Рінкона до адмірала де Бонніве з повідомленням про його місії в Угорщині та Польщі, 4 квітня 1523 року.

Антоніо Рінкон, лорд Жермоль, разом з багатьма представниками нижчого та середнього дворянства Кастилії взяв участь у повстанні кастильських комунідатів (1520—1521), що відбулось незабаром після сходження Карла V на Кастильський трон. Після поразки повстання був висланий у Францію, де він вступив на службу до супротивника Карла V — французького короля Франциска I.
Між 1522 та 1525 роками Антоніо Рінкон був задіяний Францією в кількох місіях до Польщі та Угорщини. У той час, після програної у 1522 році битви при Бікоку, Франциск I намагався вступити в союз з королем Польщі Сигізмундом I Старим :312. Оскільки Сигізмунд не йшов на зустріч, Франциск I натомість вирішив підтримати Яноша Заполью в Угорщині :318. Франко-угорський союз був укладений у 1528 році шляхом укладення відповідного договору.
В липні 1530 року Антоніо Рінкон був відправлений Франциском I до османського двору для переговорів про військову угоду проти імператора Карла V. Він також намагався домовитися про османську позику французькій короні, але в позиці йому було відмовлено на тій підставі, що мусульманин не може позичати гроші християнам:698.
У березні 1532 року Рінкон був знову відправлений до османського двору. Він казав одному зі своїх друзів, графу Гвідо Рангоне, моденському солдату, чий досвід як військового інженера був продемонстрований під час реконструкції оборони Пінероло), що король Франції дав йому різні таємні доручення, жодного з яких він не міг розкрити, оскільки король наказав йому не говорити про них ні слова «ні Великому Магістру, ні Адміралу Франції, обидва з яких були проти його войовничих планів». Насправді він мав спробувати умовити османів здійснити напад на Італію, замість запланованого ними наступу на Угорщину. Після хвороби він прибув до Стамбулу занадто пізно, щоб змінити плани османів.
Жан де ла Форе став першим офіційним послом Франції при османському дворі в 1534 році. У свою чергу, Рінкон став офіційним послом Франції при османському дворі з 1538 по 1541 рік.
У січні 1541 р. Рінкон і його дружина прибули з Константинополя до Венеції, хворі та втомлені важкими подорожами. Там він зустрів Лоренцо Грітті, сина венеційського дожа і генуезця на ім'я Чезаре Фрегозо. У їхній компанії він здійснив небезпечну подорож, через територію, яка «в ті часи суперечок та розколів» лежала між Венецією та Парижем.

Він і Фрегосо були вбиті в липні в Ріволі, повертаючись до Константинополя. Очевидно, відповідальними за вбивство, яке порушивало загальновизнані стандарти дипломатичного імунітету, були проімперські сили :270. Це вбивство стало одним з приводів для Італійської війни 1542—1546 років між Франциском I та Карлом V :270